# Ormtjärnen (Hjulsjö socken, Västmanland)
Ormtjärnen är en sjö i Hällefors kommun i Västmanland och ingår i Norrströms huvudavrinningsområde. Sjön har en area på 0,0991 kvadratkilometer och ligger 192,2 meter över havet.

## Delavrinningsområde
Ormtjärnen ingår i det delavrinningsområde (662857-144417) som SMHI kallar för Mynnar i Stora Grängen. Medelhöjden är 217 meter över havet och ytan är 62,17 kvadratkilometer. Det finns inga avrinningsområden uppströms utan avrinningsområdet är högsta punkten. Lankälven som avvattnar avrinningsområdet har biflödesordning 4, vilket innebär att vattnet flödar genom totalt 4 vattendrag innan det når havet efter 257 kilometer. Avrinningsområdet består mestadels av skog (79 procent). Avrinningsområdet har 2,61 kvadratkilometer vattenytor vilket ger det en sjöprocent på 4,2 procent.